# Patrick Bauchau
| Patrick Bauchau                           | Patrick Bauchau                              |
| Kattints az alábbi külső linkek egyikére! | Kattints az alábbi külső linkek egyikére!    |
| ----------------------------------------- | -------------------------------------------- |
| Nem található szabad kép.(?)              |                                              |
| külső link · jogvédett                    | Adrien szerepében „A férfigyűjtő”-ben (1967) |

Patrick Nicolas Jean Sixte Ghislain Bauchau (Brüsszel, 1938. december 6.) belga színész.

## Élete
Brüsszelben született, Belgiumban, Svájcban és Angliában nevelkedett. Az Oxfordi Egyetem-en szerzett diplomát modern nyelvekből. Beszél franciául, angolul, olaszul, spanyolul, németül és egy kicsit oroszul és flamand nyelven.
Filmes karrierjét az 1960-as évek elején kezdte a francia új hullám jegyében. Pályafutása során számos filmben szerepelt és olyan nagy nevű rendezőkkel, színészekkel dolgozott, mint Éric Rohmer, Wim Wenders, David Fincher illetve Roger Moore, Peter Falk, Jodie Foster, Jamie Foxx. Játszott európai és tengeren túli alkotásokban, mozi-, TV filmekben és televíziós sorozatokban. Vendégszerepelt olyan, hazánkban is ismert sorozatokban, mint a CSI: New York-i helyszínelők, Alias, 24, Doktor House, A holtsáv, Castle.
Legismertebb szerepe Sydney a Kaméleon sorozatból.
Hobbija a kertészkedés, asztalos munkák és a jóga.
1962-ban feleségül vette Mijanou Bardot (*1938) francia színésznőt, Brigitte Bardot húgát. Egy gyermekük született.

## Részleges filmográfia
| Év   | Magyar cím                     | Eredeti cím                          | Szerep             | Megjegyzés                 |
| ---- | ------------------------------ | ------------------------------------ | ------------------ | -------------------------- |
| 2007 | A szürke ember                 | The Gray Man                         | Albert Fish        | Film                       |
| 2004 | Ray                            | Ray                                  | dr. Hacker         | Film                       |
| 2002 | Pánikszoba                     | Panic Room                           | Stephen Altman     | Film                       |
| 2001 | Kaméleon - A rejtelmek szigete | The Pretender: Island of the Haunted | dr. Sydney Green   | TV film                    |
| 2001 | Kaméleon - A renegát           | The Pretender 2001                   | dr. Sydney Green   | TV film                    |
| 2000 | A sejt                         | The Cell                             | Lucien Baines      | Film                       |
| 1996 | A kaméleon                     | The Pretender                        | dr. Sydney Green   | TV filmsorozat (86 epizód) |
| 1995 | OP Center                      | OP Center                            | Kurt               | TV film                    |
| 1993 | És a zenekar játszik tovább…   | And the Band Played On               | Dr. Luc Montagnier | TV film                    |
| 1991 | Elbűvölve                      | The Rapture                          | Vic                | Film                       |
| 1988 | A zenetanár                    | Le Maître de musique                 | Scotti herceg      | Film                       |
| 1985 | Halálvágta                     | A View to a Kill                     | Scarpine           | Film                       |
| 1984 | Emmanuelle 4.                  | Emmanuelle IV                        | Marc               | Tévéfilm                   |
| 1982 | A dolgok állása                | Der Stand der Dinge                  | Friedrich Munro    | Film                       |
| 1967 | A férfigyűjtő                  | La collectionneuse                   | Adrien             | Film                       |
| 1963 | Susanne karrierje              | La carrière de Suzanne               | Frank              | Film                       |